# Joy (YUKIのアルバム)
『joy』（ジョイ）は2005年2月23日にリリースされたYUKIの3枚目のアルバム。

## 概要
- 産休から復帰後にリリースされたアルバム[1]。前作『commune』制作時は妊娠してたこともありスローな曲が多かったとし、その反動もあってか踊れる音楽がやりたかったと本人が説明している[2]。
- 発売日のオリコンのデイリーチャートで首位を記録し、週間ランキングでも1位を獲得。JUDY AND MARY解散後のソロで初めてオリコン1位を記録した[3][4]。
- 前作までロングヘアーだったがYUKIはこのアルバムのセッションの頃からショートヘアーに変わっている。
- 「AIR WAVE」、「JOY」、「ハローグッバイ」はのちにLiveバージョンがシングルB面として収録されている。
- このアルバムのセッションとほぼ同時進行でシングル「長い夢」「ドラマチック」「メランコリニスタ」のレコーディングもされている。
- 初回版にはステッカーが封入されている。

## 収録曲
1. 舞い上がれ
  - 作詞・作曲：YUKI・Zuriani・Joachim“Jock-E”Bjorklund、編曲：田中ユウスケ

8thシングルのカップリング曲。
2. JOY
  - 作詞：YUKI・蔦谷好位置、作曲：蔦谷好位置、編曲：田中ユウスケ・湯浅篤
  - タイトル曲となる9thシングル曲。ライブでは何度か披露されていた。
3. ハローグッバイ
  - 作詞：YUKI・蔦谷好位置、作曲：蔦谷好位置、編曲：湯浅篤
  - 8thシングル曲。花王「エッセンシャル・ダメージケア」TVCMソングとして1年近くOAされていた。
4. Walking on the skyline
  - 作詞・作曲：YUKI・Jonas“Nordlead”Nordelius・Andreas Levander・Nikki Anders、編曲：湯浅篤
5. スウィートセブンティーン
  - 作詞・作曲：YUKI・Jez Ashurt・Richie Wermerling、編曲：湯浅篤
6. サイダー
  - 作詞・作曲：YUKI・K.、編曲：會田茂一
7. AIR WAVE
  - 作詞：YUKI、作曲・編曲：Andy Sturmer

7thシングルのカップリング曲。
8. WAGON
  - 作詞：YUKI・Caravan、作曲：Caravan、編曲：會田茂一
9. ブレーキはノー
  - 作詞・作曲：YUKI・Steve McNerney、編曲：湯浅篤
10. キスをしようよ
  - 作詞・作曲：YUKI・Zuriani・Ken Ingwersen、編曲：田中ユウスケ
11. ティンカーベル
  - 作詞・作曲：YUKI・Zuriani・Andy Lutschounig、編曲：湯浅篤
12. 愛しあえば
  - 作詞・作曲：YUKI・Mats Hedstrom・Jade Ell、編曲：湯浅篤
13. Home Sweet Home
  - 作詞：YUKI、作曲・編曲：田中ユウスケ
  - 7thシングル曲。『劇場版 NARUTO -ナルト- 大活劇!雪姫忍法帖だってばよ!!』主題歌。必ずこの曲で終わるようにとアルバムのエンディング向けに製作されていた楽曲。

## 演奏[5]
- 田中ユウスケ
  - Keyboards (#13)
  - Programming (#1.2.10.13)
- 湯浅篤
  - Keyboards (#1.10.13)
  - Bass (#3.12)
  - Electric Guitar (#11)
  - Programming (#1-5.9-13)
  - All Other Instruments (#9)
- 田中義人：Acoustic Guitar (#1)
- 知野芳彦
  - Electric Guitar (#1)
  - Guitar (#10)
- 佐野康夫：Drums (#2.3.4.13)
- 藤井謙二：Guitar (#2.13)
- 奥田健治：Guitar (#3.4)
- 種子田健：Bass (#4)
- @sushi：Drums (#5)
- KANAME：Bass (#5.11)
- 松江潤
  - Guitar (#5.12)
  - Acoustic Guitar (#11)
- 皆川真人：Keyboards (#5)
- 會田茂一：Guitar (#6.8)
- The Planets：All Other Instruments (#6)
- アンディ・スターマー：Guitar, Piano, Keyboards, Drums, Percussion, Chorus (#7)
- ライル・ワークマン：Guitar, Bass (#7)
- 高桑圭：Bass (#8)
- 白根賢一：Drums (#8)
- 堀江博久：Piano (#8)
- 西岡英朗：Trumpet (#8)
- 首藤晃志：Alto Sax (#8)
- 及川浩志：Percussion (#8)
- 河瀬英樹：Bass (#10)
- 今橋未来、花緒、MAAYA、板チャン、村山ともこ、ミカール、池ポン、まゆ蔵：Choir (#11)
- 弦一徹：Strings Arrangement (#12.13)
- クラッシャー木村：1st Violin (#12)
- 森琢哉：2nd Violin (#12)
- 坂口弦太郎：Viola (#12)
- 堀沢真巳：Cello (#12)
- 佐藤研二：Bass (#13)
- クラッシャー木村ストリングス：Strings (#13)